# Roger de Clifford (2e baron de Clifford)
Pour les articles homonymes, voir Clifford et Roger de Clifford.
Roger de Clifford (21 janvier 1300 – 23 mars 1322), 2e baron de Clifford et 2e seigneur de Skipton, est un membre de la famille Clifford.

## Biographie
Il hérite des terres des Clifford à la mort de son père Robert, tué à la bataille de Bannockburn en 1314. Sa mère est Maud de Clare, la fille aînée de Thomas de Clare, seigneur de Thomond.
Il entre en rébellion en 1321 avec les comtes de Lancastre et de Hereford contre le roi Édouard II d'Angleterre et son favori Hugues le Despenser. Il participe à la bataille de Boroughbridge le 16 mars 1322 contre le roi lors de laquelle il est blessé et capturé. Il est condamné à mort et pendu à York une semaine plus tard. Ses terres sont confisquées et ne seront restaurées à son frère Robert qu'à la chute du roi en 1327.